# Thomas Ziegler (ciclista)
Thomas Ziegler (Arnstadt, 24 novembre 1980) è un ex ciclista su strada e mountain biker tedesco, professionista dal 2003 al 2007.

## Carriera
Comincia a gareggiare in mountain bike nel 1993. Nel giro di tre anni viene convocato in Nazionale e nel 1997 partecipa ai campionati europei. In quello stesso anno si trasferisce per motivi di studio ad Erfurt, dove si avvicina alle gare su strada, scegliendole definitivamente.
Nel 2000 firma il suo primo contratto con una squadra Under-23, il TEAG Team Köstritzer, con cui correrà per tre stagioni, vincendo anche un campionato di categoria. Da Under-23 partecipa anche ai campionati europei su strada 2002, giungendo sesto nella gara in linea e nono in quella a cronometro.
Passa al professionismo nel 2003 con il Team Wiesenhof, poi si trasferisce tra le file della Gerolsteiner (2004-2005) ed infine compete con la divisa del T-Mobile Team (2006-2007). In queste cinque stagioni consegue due vittorie, in una tappa al Rapport Toer 2003 e in una al Sachsen-Tour International 2005, partecipando comunque a tre edizioni del Giro d'Italia e a due della Vuelta a España.
Al termine della stagione 2007 annuncia il proprio ritiro dalle corse; avvia così un'attività commerciale di vendita di biciclette assieme ad altri due ciclisti, Grischa Niermann e Roman Jördens. Successivamente entra nel settore commerciale della Storck Bicycle, assumendo anche la direzione sportiva del criterium ciclistico Nacht von Hannover.

## Palmarès
- 2002 (Under-23)

5ª tappa Internationale Thüringen Rundfahrt
- 2003

6ª tappa Rapport Toer
- 2005

2ª tappa Sachsen-Tour International

### Altri successi
- 2005

Classifica a punti Sachsen-Tour International
Classifica scalatori Sachsen-Tour International

## Piazzamenti

### Grandi Giri
- Giro d'Italia

2004: 64º
2005: ritirato
2007: ritirato
- Vuelta a España

2005: 65º
2007: ritirato